# Panteó de Maria Esturgó
El Panteó de Maria Esturgó és una obra del municipi de la Garriga (Vallès Oriental) inclosa en l'Inventari del Patrimoni Arquitectònic de Catalunya. Es troba al cementiri del municipi, que al seu torn està situat al recinte de La Doma.

## Descripció
De planta quadrada. Assentat al damunt d'un sòcol de maçoneria concertada. La paret està estucada amb sortints en forma de faixes horitzontals. Hi ha un medalló estucat amb motius florals. Canelobres metàl·lics adherits orgànicament a la paret.

## Història
És la primera i darrera obra funerària de Manel Joaquim Raspall. Hi apareixen els elements formals propis de la seva primera etapa com arquitecte: medalló i ferro forjat. La Maria Esturgó i Ventura era nascuda l'any 1841 a Sant Feliu de Codines i casada el 1869 amb Ramon Soler i Soler fabricant natural d'Artés.